# عريض الحرشفة
عريض الحرشفة (الاسم العلمي: Eurylepis)، جنس سحالي سقنقورية توجد في آسيا.

## الأنواع[2]
- Eurylepis poonaensis
- عريض الحرشفة الشريطي